# Kellyväskan
Kellyväskan (The Kelly bag) är en typ av handväska från Hermès, uppkallad efter furstinnan och skådespelerskan Grace Kelly.
När Grace Kelly förlovade sig med furst Rainier III av Monaco spreds bilder på den blivande prinsessan ut, när hon iklädd grå dräkt hejdar en taxi på 5th Avenue i New York med en stadig handväska designad av Hermès på armen.
Plötsligt blev väskan så efterfrågad, att Hermès bytte namn på den till Kelly 1956. Modellen hette ursprungligen "H", som i Hermès och haut ("hög"), av den enkla anledningen att det var företagets första sadelväska (1892). Det geniala var låsanordningen; två smala läderremmar hakar i en vridbar metallkrok som låses med nyckel. Förenklad och med handtag blev modell "H" handväska 1930. Varje väska tog 18 timmar att tillverka för hand och gjordes av en person.
Kellyväskan var "ett måste" långt in på 1960-talet då även Audrey Hepburn, Jacqueline Kennedy Onassis och Babe Paley bar den. Efter en liten popularitetssvacka på 1970-talet kom den igen starkt under 1980-talet. På 1990-talet var det till och med kölista för beställningar[källa behövs]. Kellyväskan är världens mest kopierade väskmodell[källa behövs].

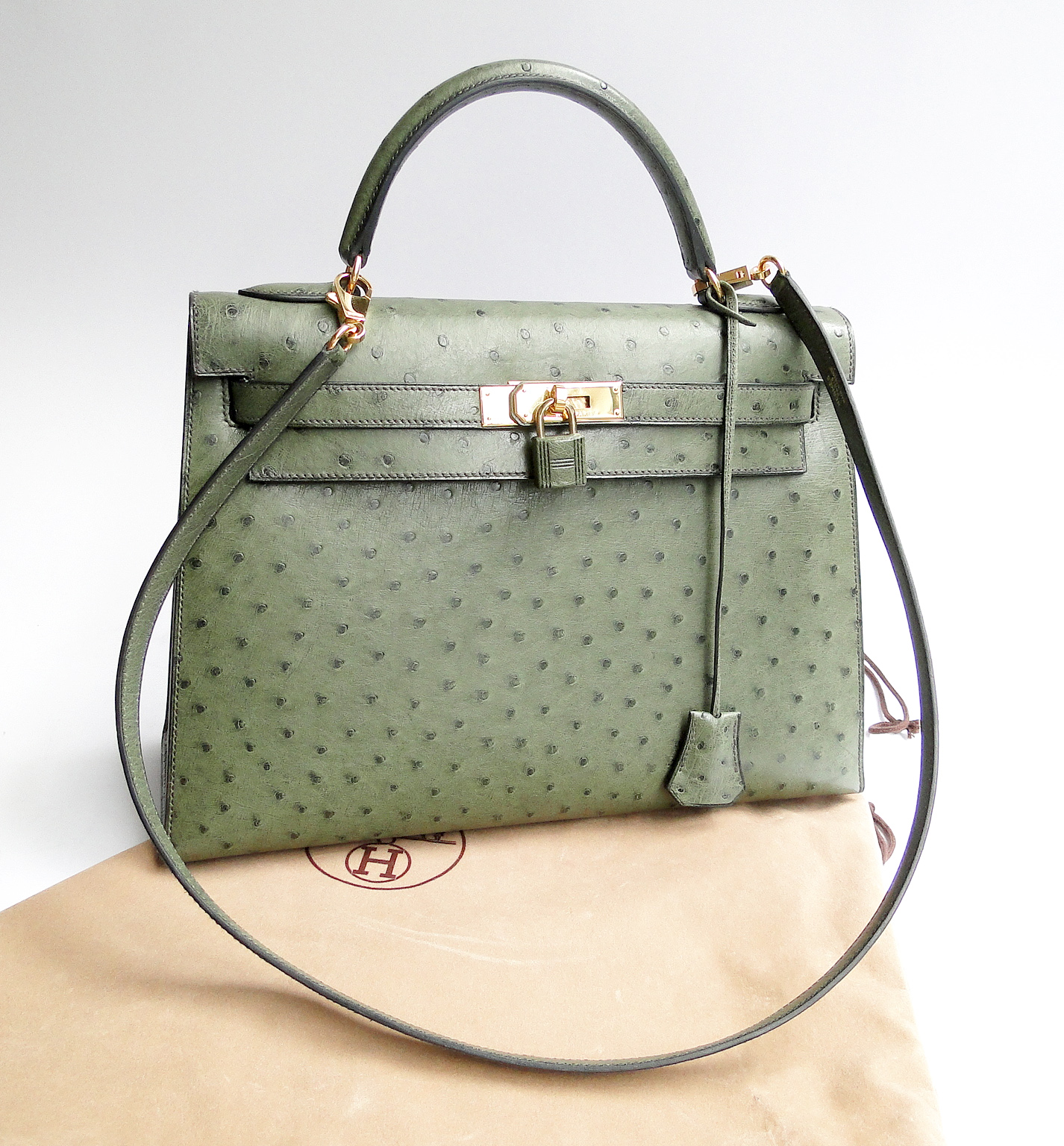
Kellyväskan
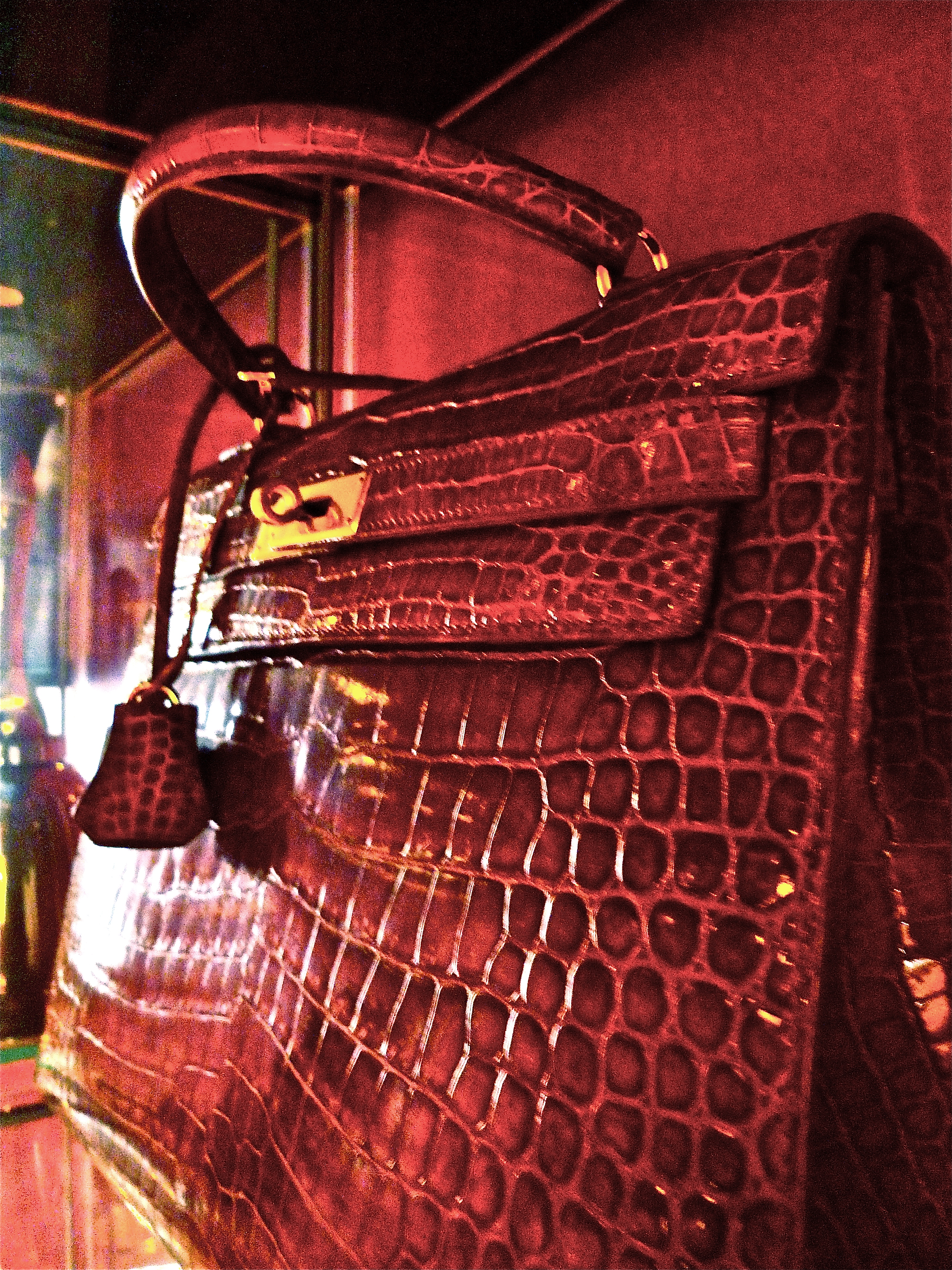
Kellyväskan